# Juan Pablo Francia
Juan Pablo Francia (* 3. Dezember 1984 in San Francisco, Argentinien) ist ein argentinischer ehemaliger Fußballspieler.
Der Stürmer begann mit dem Fußballspielen bei Sportivo Belgrano, einem Verein aus San Francisco, in regionalen Ligen in der Provinz Córdoba. Talentsucher von Girondins Bordeaux entdeckten ihn und holten ihn mit 15 Jahren an die Gironde. Nach seinem Weg durch die Jugenden gab er sein Debüt in der ersten Mannschaft der Girondins im letzten Spiel der Saison 2001/2002 gegen den FC Nantes, das 1:2 verloren ging. Nachdem er eine ganze Saison auf seinen nächsten Einsatz warten musste, durfte er in der Spielzeit 2003/04 bereits auf 24 Ligaspiele, in denen er sieben Tore erzielte. In der Folgesaison stand er in 36 Begegnungen auf dem Platz, konnte jedoch nur zwei Treffer erzielen. Nachdem die Anzahl der Einsätze stetig abnahm und er unter dem neuen Trainer Laurent Blanc in der Vorbereitung der Saison 2007/08 zunächst Kapitän war, dann aber im ersten Ligaspiel nur auf der Bank saß, verließ er Frankreich „aus persönlichen Gründen“ und kehrte in seine Heimat zurück, wo er in der Saison 2008/09 wieder bei Sportivo Belgrano spielte.

## Erfolge
- Französischer Vize-Meister mit Girondins Bordeaux: 2006, 2008
- Französischer Ligapokalsieger mit Girondins Bordeaux: 2007